# Tatranská Lomnica
Tatranská Lomnica est un quartier de Vysoké Tatry, dans la région de Prešov, dans le nord de la Slovaquie. Il s'agit également d'une station de sports d'hiver.

## Histoire
La station a été fondée en 1893.

## Tourisme
Le domaine skiable principal est situé sur les pentes du mont Lomnický štít (2 635 m). Il se décompose en trois tronçons successifs :
- Štart, au pied de la station
- Čučoriedky (1 173-1 772 m), le tronçon intermédiaire
- Lomnické sedlo (1 751 m), dans un environnement de haute montagne (une rareté quant aux stations de ski slovaques). Le sommet du domaine skiable est situé à 2 189 m, avec la piste de ski la plus élevée de Slovaquie). Le téléphérique relie le pic Lomnický štít, ce qui en fait la remontée mécanique la plus élevée des Carpates.

Le petit domaine de Jamy (une piste de 550 mètres de long) un peu isolé complète l'offre de ski de la station.

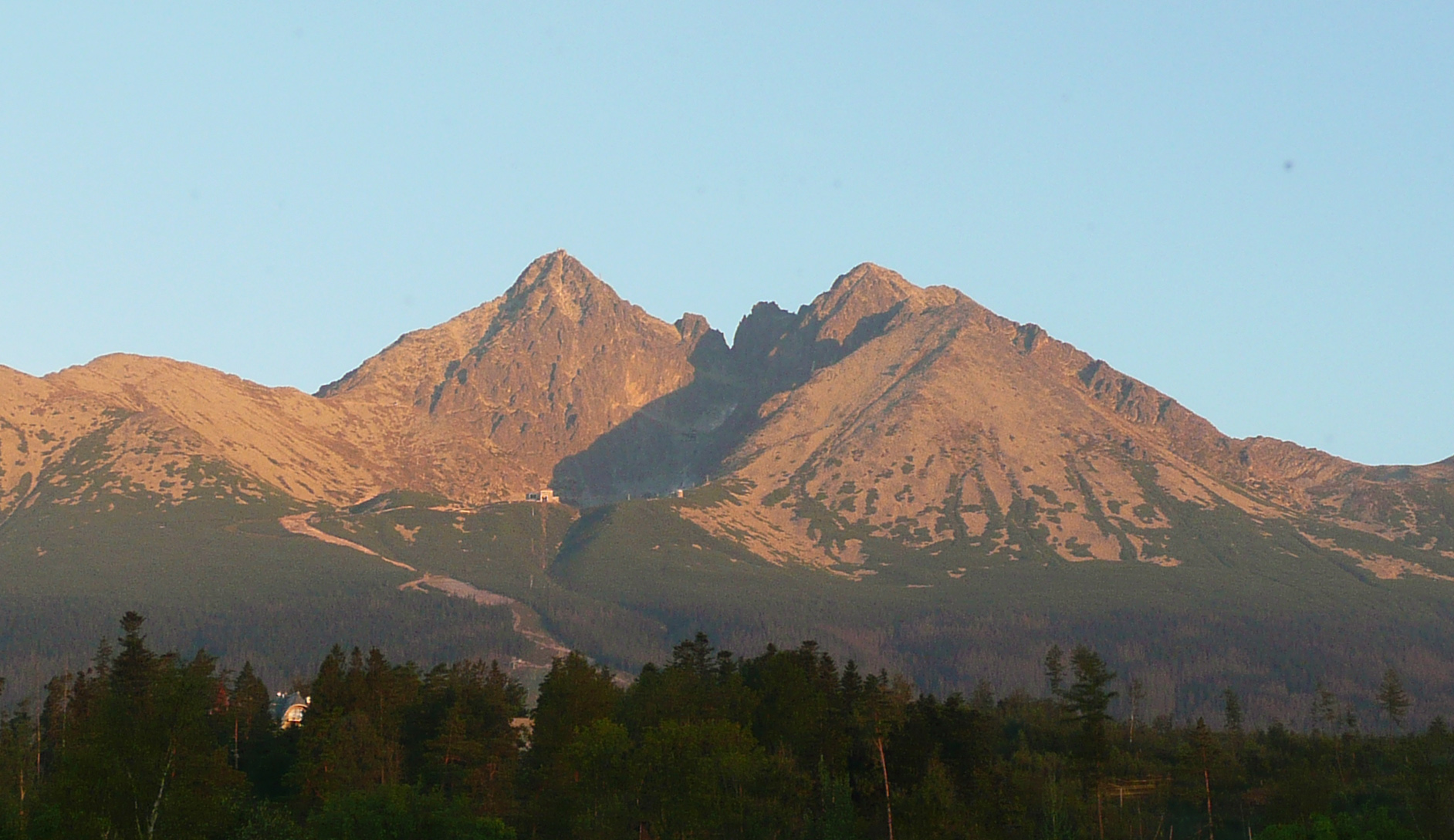
Le Lomnický štít (sommet de gauche) et le téléphérique, vus depuis un hôtel de Tatranská Lomnica, à 6 km au Nord-ouest

### Liens externes

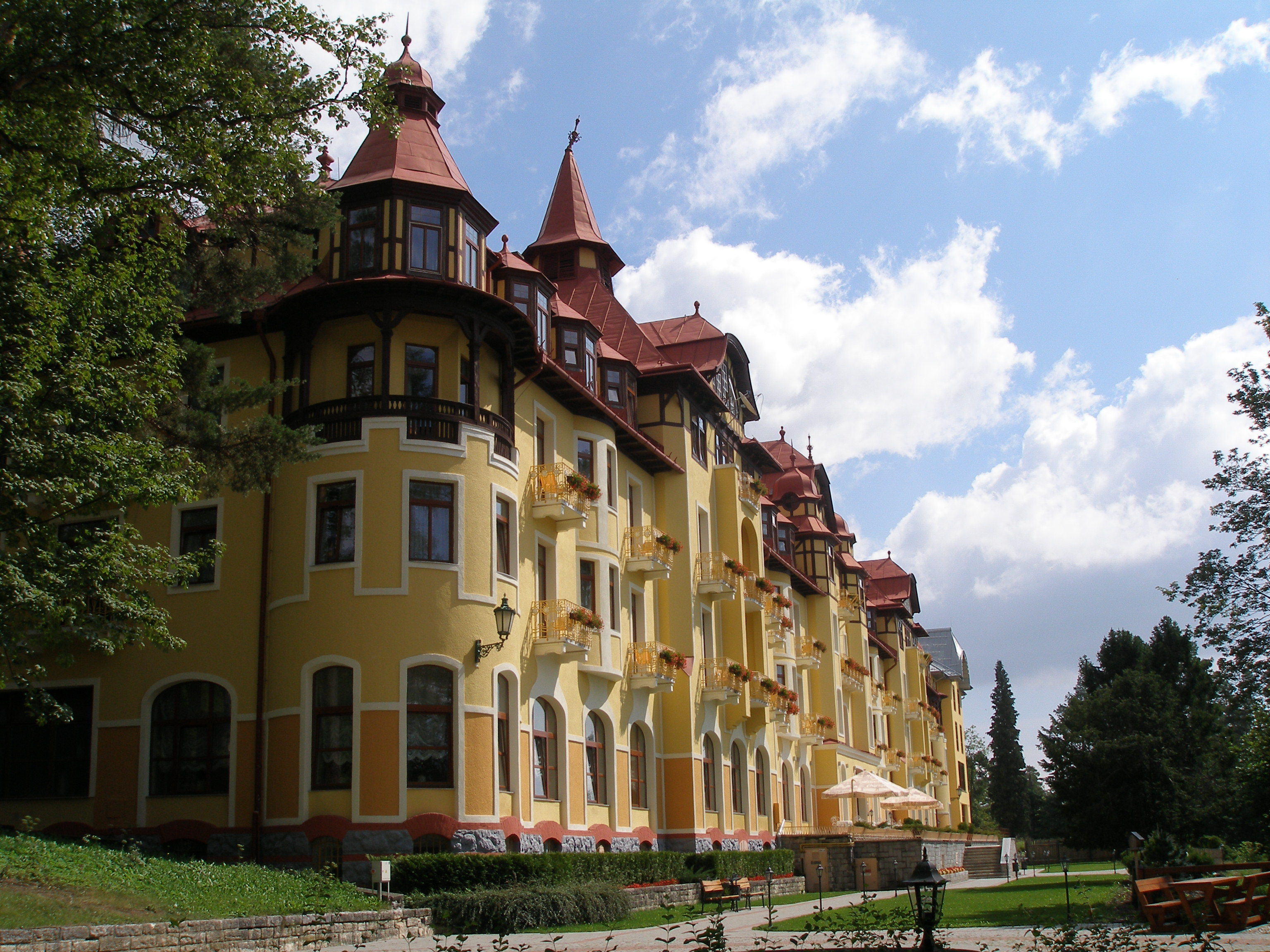
Grand Hotel Praha

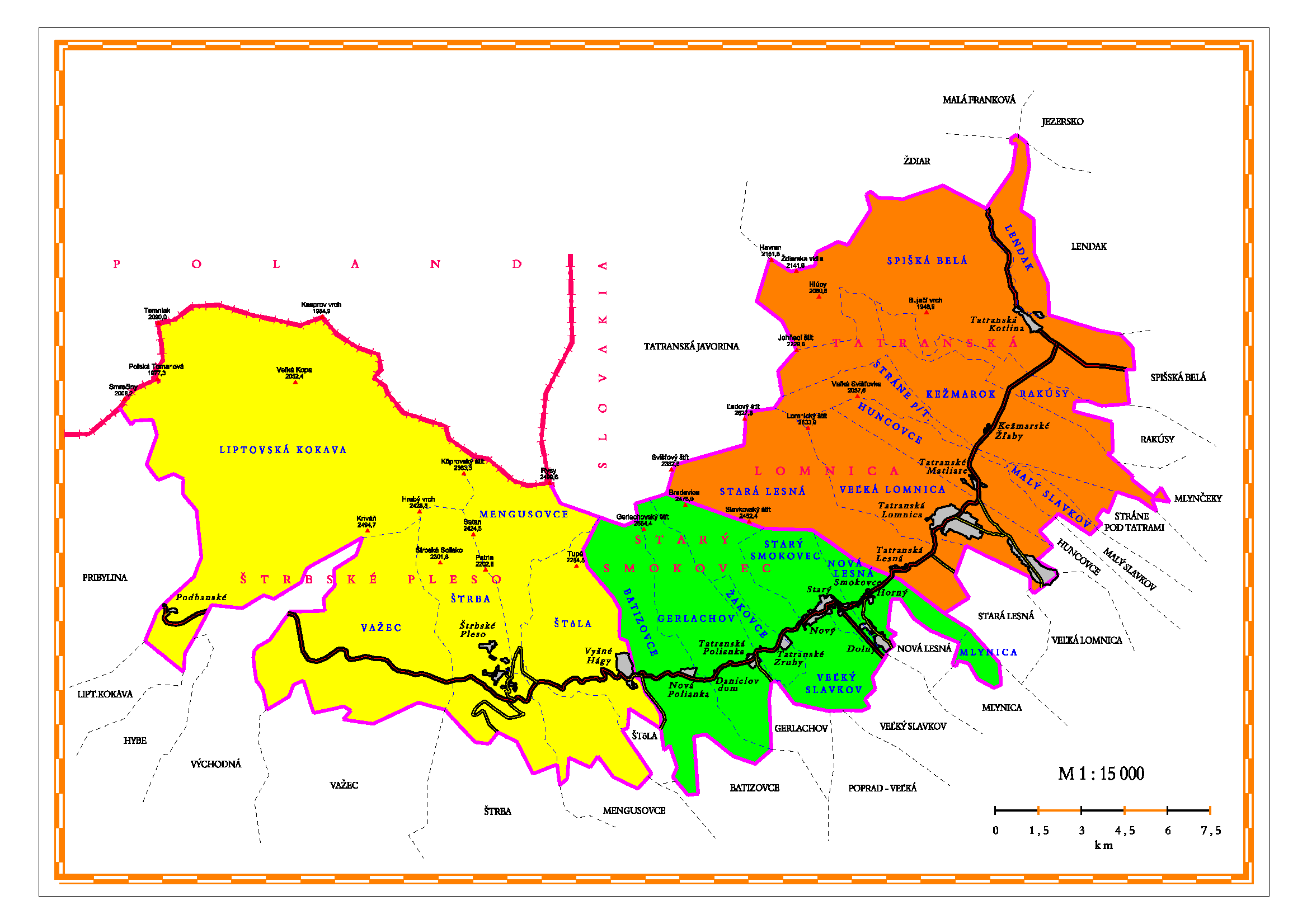
Tatranská Lomnica en orange sur la carte